# Stephen của Anh
Stephen (k. 1092/6 – 25 tháng 10, 1154), còn thường được gọi là Stephen xứ Blois (theo tiếng Pháp, là Étienne de Blois, về sau là Étienne d'Angleterre), là cháu trai (gọi William I của Anh là ông ngoại) của Chinh phạt vương William. Ông là quốc vương Anh quốc từ năm 1135 đến khi qua đời, và cũng là Bá tước xứ Boulogne trên danh nghĩa của vợ ông. Thời đại của Stephen ghi dấu ấn bởi thời kì hỗn loạn, một cuộc nội chiến với người em gái họ và đối thủ của ông, Hoàng hậu Matilda. Ông được kế vị bởi con trai của Matilda, Henry II (gọi Stephen bằng bác họ), vị vua người Anjou đầu tiên.
Stephen chào đời ở Lãnh địa Bá tước Blois thuộc miền trung nước Pháp; phụ thân của ông, Bá tước Stephen-Henry, chết khi Stephen vẫn còn trẻ, và ông được mẹ của mình, Adela, nuôi nấng đến tuổi thiếu niên. Được đưa vào triều đình của người cậu ruột, Henry I của Anh, Stephen nhận được triều sự trọng vọng và được phong nhiều vùng đất rộng lớn. Ông kết hôn với Matilda xứ Boulogne, người kế thừa các lãnh địa tại Kent và Boulogne khiến đôi vợ chồng này trở thành một trong những thế lực hùng hậu nhất nước Anh. Stephen suýt chết đuối cùng với con trai của Henry I, William Adelin, trong vụ tai nạn Tàu trắng năm 1120; cái chết của William để lại một khoảng trống trên ngai vàng Anh. Khi Henry I băng hà năm 1135, Stephen nhanh chóng vượt Eo biển Anh với sự trợ giúp của em trai ông Henry xứ Blois, một giáo sĩ quyền lực, chiếm lấy ngai vàng, lập luận rằng việc giữ gìn trật tự của Vương quốc quan trọng hơn là lời tuyên thệ trung thành trước kia của ông với con gái của Henry I, Hoàng hậu Matilda.
Những năm đầu triều Stephen tương đối thành công, dù cho có nhiều cuộc tấn công vào các lãnh địa của ông tại Anh và Normandy bởi David I của Scotland, phiến quân Wales, và phu quân của Hoàng hậu Matilda, Geoffrey xứ Anjou. Năm 1138, anh khác mẹ của Hoàng hậu là Robert xứ Gloucester nổi dậy chống lại Stephen, mở ra đe dọa về cuộc nội chiến. Cùng với người cố vấn thân cận, Waleran de Beaumont, Stephen tiến hành những bước đi mạnh mẽ để bảo vệ ngai vàng, bao gồm cả việc bắt giữ những nhiều thành viên thuộc các gia tộc quyền lực. Tuy nhiên, trong cuộc xâm lược của Hoàng hậu và Robert năm 1139, Stephen không thể nhanh chóng đè bẹp được cuộc nổi dậy, và để mất miền tây nam nước Anh. Bị bắt giữ tại trận Lincoln năm 1141, Stephen bị nhiều thủ hạ bỏ rơi và mất quyền kiểm soát xứ Normandy. Stephen được trả tự do sau khi vợ ông và William xứ Ypres, một trong số các tướng lĩnh của ông, bắt giữ Robert tại trận Winchester, nhưng cuộc chiến vẫn kéo dài qua nhiều năm mà không một bên nào có thể giành được lợi thế sau cùng.
Stephen ngày càng dành mối quan tâm đến nhiệm vụ đảm bảo cho con trai ông Eustace có thể kế thừa ngai vàng. Nhà vua cố gắng thuyết phục Giáo hội đồng ý cho Eustace là người kế vị ông; Giáo hoàng Eugene III từ chối, và Stephen ngày càng vấp phải sự chống đối từ các hiệp sĩ cao cấp dưới quyền của ông. Năm 1153 con trai của Hoàng hậu, Henry FitzEmpress, tấn công nước Anh và xây dựng một liên minh lớn với các nam tước đòi quyền nắm giữ ngai vàng. Quân đội hai bên gặp nhau tại Wallingford, nhưng các nam tước của cả hai phía đều không mấy bận tâm đến cuộc chiến. Stephen bắt đầu suy tính về một hòa ước, điều này được xúc tiến nhanh hơn sau cái chết của Eustace. Cuối năm đó Stephen và Henry ký vào Hiệp ước Winchester, theo đó Stephen công nhận Henry là người kế vị để đổi lấy hòa bình, đứng trên William, con trai thứ hai của Stephen. Stephen qua đời vào năm sau. Các sử gia hiện đại đã có nhiều tranh luận về nhân cách của Stephen, các sự kiện đối ngoại, hay những điểm yếu của lãnh địa Norman góp phần vào thời gian dài của cuộc nội chiến.

## Cuộc sống ban đầu (1096–1135)

### Thời thơ ấu

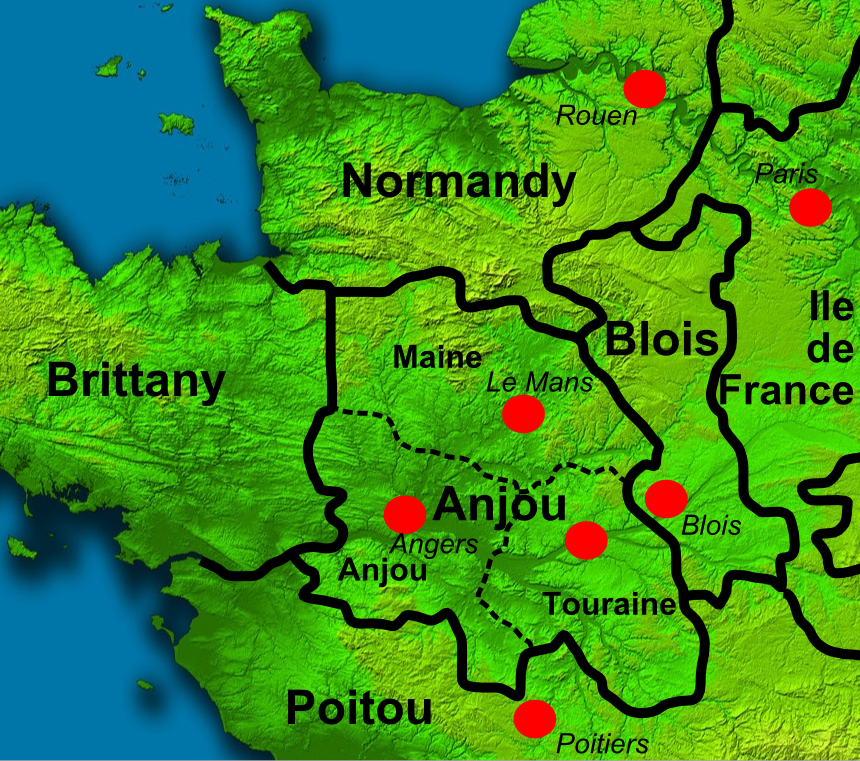
Miền bắc nước Pháp vào thời điểm Stephen chào đời

Stephen chào đời ở Blois thuộc nước Pháp, vào năm 1092 hoặc 1096. Phụ thân của ông là Stephen-Henry, Bá tước xứ Blois và Chartres, một trong những quý tộc có thế lực tại Pháp, người tham gia tích cực vào cuộc viễn chinh thập tự, ông chỉ có ảnh hưởng trong vài năm đầu đời của Stephen. Trong cuộc Thập tự chinh thứ nhất Stephen-Henry bị mang tiếng là hèn nhát, và ông trở lại Levant một lần nữa năm 1101 để khôi phục lại danh tiếng; ở đó ông bị giết tại trận Ramlah. Mẫu thân của Stephen, Adela; là con gái của Chinh phạt vương William của Anh và Matilda xứ Flanders, em gái của chủ nhân của công quốc Normandie Robert III Curthose và vua William II của Anh, và chị gái của vua Henry I của Anh; rất nổi tiếng vào đương thời về đạo đức, sự giàu có và tài năng chính trị. Bà có ảnh hưởng mạnh mẽ đến Stephen trong suốt thời trẻ của ông.
Nước Pháp vào thế kỉ XII một mớ hỗn độn các lãnh địa bá tước và chính thể nhỏ hơn, dưới sự quản lý lỏng lẻo của Vua Pháp. Quyền lực của nhà vua có liên quan đến sự kiểm soát của ông đối với các tỉnh giàu có ở Île-de-France, nằm ở phía đông lãnh địa Blois của gia đình Stephen. Ở phía tây đặt ra ba quận thuộc hạt Maine, Anjou và Touraine, và về phía bắc Blois là Lãnh địa Công tước Normandy, từ đó mà Chinh phạt vương William đã tiến chiếm nước Anh năm 1066. Các con của William vẫn chiến đấu tranh giành quyền thừa kế hai xứ Anglo-Norman. Các nhà lãnh đạo các khu vực này nói cùng một thứ tiếng, cùng tôn giáo, có quan hệ chặt chẽ với nhau; họ cũng cạnh tranh và nhiều khi mâu thuẫn với nhau, tranh giành lãnh địa và các tòa lâu đài mà họ kiểm soát.
Stephen có ít nhất năm người anh em, bốn trai một gái, có thể còn có thêm hai người chị em khác mẹ. Anh trai trưởng của Stephen là William, người theo nguyên tắc sẽ kế nhiệm cai trị lãnh địa. William có thể bị thiểu năng bẩm sinh, và Adela lấy ngôi thế tử trao lại cho con trai thứ hai của bà, Theobald, người về sau thống lĩnh cả Champagne cũng như Blois và Chartres. Stephen còn một người anh nữa, Odo, chết trẻ, có lẽ là vào thời niên thiếu của ông. Em trai ông, Henry xứ Blois, dường như chào đời sau ông bốn năm. Những người anh em này có quan hệ gia đình khăng khít, và Adela khuyến khích Stephen cố gắng trở thành một hiệp sĩ phong kiến, trong khi Henry được định hướng là sẽ tìm công việc ở nhà thờ, có thể vì vậy mà tương lai cá nhân của họ sẽ không giống nhau. Một cách bất thường, Stephen được nuôi dưỡng trong tư gia của mẫu thân chứ không bị gửi cho một người bà con gần; ông được dạy tiếng Latinh và cưỡi ngựa, được chỉ dạy những sự kiện lịch sử gần thời đó và những câu chuyện trong Kinh Thánh bởi gia sư của ông, William the Norman.

### Quan hệ với Henry I

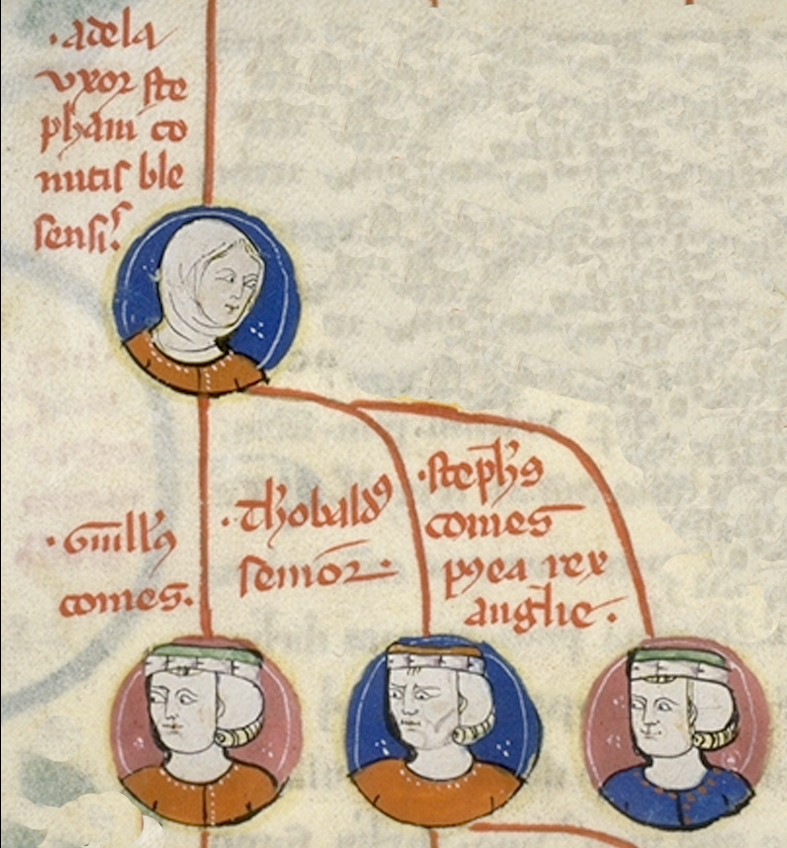
Mô tả đường thời về phổ hệ nhà Stephen, với mẫu thân ông Adela ở phía trên, và, từ trái qua phải, William, Theobald và Stephen

Những năm đầu đời Stephen bị ảnh hưởng nặng nề bởi quan hệ giữa ông với người cậu ruột, Henry I. Henry chiếm giữ đại quyền ở Anh sau cái chết của hoàng huynh William Rufus. Năm 1106 ông xâm chiếm và chiếm được Công quốc Normandy, vốn thuộc kiểm soát của anh trai, Robert Curthose, đánh bại quân của Robert tại trận Tinchebray. Henry sau đó nảy sinh mâu thuẫn với Quốc vương nước Pháp, Louis VI, người nhân cơ hội đó để ủng hộ con trai của Robert là William Clito (cháu đích tôn của Chinh phạt vương William I của Anh) là Quận công xứ Normandy. Henry đáp trả bằng cách thiết lập liên minh với các bá tước miền tây chống lại Louis, kết quả là một cuộc xung đột kéo dài trong suốt những năm đầu đời Stephen. Adela và Theobald quyết định liên minh với Henry, và mẫu thân Stephen quyết định gửi ông đến triều đình của Henry. Henry tham gia chiến dịch tiếp theo ở Normandy, từ 1111, nơi có lực lượng nổi dậy của Robert xứ Bellême nổi lên chống lại ông. Stephen có lẽ đã cùng đi với Henry trong chiến dịch năm 1112, tại đây ông được nhà vua trao danh hiệu hiệp sĩ, và chắc chắn đã có mặt ở triều đình trong chuyến thăm của nhà vua đến Tu viện Saint-Evroul năm 1113. Stephen có thể đến nước Anh lần đầu vào khoảng 1113 đến 1115, sau đó gần như ông trở thành một thành viên trong triều đình Henry.

## Con cái
Stephen xứ Blois kết hôn với Matilda xứ Boulogne năm 1125. Họ có những đứa con sau đây:
1. Eustace (c. 1130 – 1153), người kế vị làm Bá tước Eustace IV xứ Boulogne
2. Matilda (chết trước 1141), kết hôn với Waleran de Beaumont, Bá tước Worcester thứ nhất
3. Marie (1133 – 1182), kế vị làm Nữ Bá tước Marie I của Boulogne
4. Baldwin (chết trước 1135)
5. Adela (chết trước 1146)
6. William (c. 1137 – 1159), kế vị làm Bá tước William I xứ Boulogne

Vua Stephen còn có một số người con ngoại hôn gồm
1. Gervase, Giám mục Westminster
2. Ralph
3. Americ

## Tổ tiên
| \| \| \| \| \| \| \| \| \| \| \| \| \| \| \| \| \| \| \| \| 16. Odo I, Bá tước Blois \| \| \| \| \| \| \| \| \| \| \| \| \| \| \| \| \| \| \| \| \| \| \| \| \| \| \| \| \| \| \| \| \| \| \| \| \| \| \| \| \| \| \| \| \| \| \| \| \| \| \| \| \| \| 8. Odo II, Bá tước Blois \| \| \| \| \| \| \| \| \| \| \| \| \| \| \| \| \| \| \| \| \| \| \| \| \| \| \| \| \| \| \| \| \| \| \| \| \| \| \| \| \| \| \| \| \| \| \| \| \| \| \| \| \| \| 17. Bertha xứ Burgundy \| \| \| \| \| \| \| \| \| \| \| \| \| \| \| \| \| \| \| \| \| \| \| \| \| \| \| \| \| \| \| \| \| \| \| \| \| \| \| \| \| \| \| \| \| \| \| \| \| \| \| \| \| \| 4. Theobald III, Bá tước Blois \| \| \| \| \| \| \| \| \| \| \| \| \| \| \| \| \| \| \| \| \| \| \| \| \| \| \| \| \| \| \| \| \| \| \| \| \| \| \| \| \| \| \| \| \| \| \| \| \| \| \| \| \| \| 18. Robert I của Auvergne \| \| \| \| \| \| \| \| \| \| \| \| \| \| \| \| \| \| \| \| \| \| \| \| \| \| \| \| \| \| \| \| \| \| \| \| \| \| \| \| \| \| \| \| \| \| \| \| \| \| \| \| \| \| 9. Ermengarde xứ Auvergne \| \| \| \| \| \| \| \| \| \| \| \| \| \| \| \| \| \| \| \| \| \| \| \| \| \| \| \| \| \| \| \| \| \| \| \| \| \| \| \| \| \| \| \| \| \| \| \| \| \| \| \| \| \| 2. Stephen II, Bá tước Blois \| \| \| \| \| \| \| \| \| \| \| \| \| \| \| \| \| \| \| \| \| \| \| \| \| \| \| \| \| \| \| \| \| \| \| \| \| \| \| \| \| \| \| \| \| \| \| \| \| \| \| \| \| \| 20. Hugh III của Maine \| \| \| \| \| \| \| \| \| \| \| \| \| \| \| \| \| \| \| \| \| \| \| \| \| \| \| \| \| \| \| \| \| \| \| \| \| \| \| \| \| \| \| \| \| \| \| \| \| \| \| \| \| \| 10. Herbert I, Bá tước xứ Maine \| \| \| \| \| \| \| \| \| \| \| \| \| \| \| \| \| \| \| \| \| \| \| \| \| \| \| \| \| \| \| \| \| \| \| \| \| \| \| \| \| \| \| \| \| \| \| \| \| \| \| \| \| \| 5. Garsinde du Maine \| \| \| \| \| \| \| \| \| \| \| \| \| \| \| \| \| \| \| \| \| \| \| \| \| \| \| \| \| \| \| \| \| \| \| \| \| \| \| \| \| \| \| \| \| \| \| \| \| \| \| \| \| \| 1. Stephen của Anh \| \| \| \| \| \| \| \| \| \| \| \| \| \| \| \| \| \| \| \| \| \| \| \| \| \| \| \| \| \| \| \| \| \| \| \| \| \| \| \| \| \| \| \| \| \| \| \| \| \| \| \| \| \| 24. Richard II, Quận công Normandy \| \| \| \| \| \| \| \| \| \| \| \| \| \| \| \| \| \| \| \| \| \| \| \| \| \| \| \| \| \| \| \| \| \| \| \| \| \| \| \| \| \| \| \| \| \| \| \| \| \| \| \| \| \| 12. Robert the Magnificent \| \| \| \| \| \| \| \| \| \| \| \| \| \| \| \| \| \| \| \| \| \| \| \| \| \| \| \| \| \| \| \| \| \| \| \| \| \| \| \| \| \| \| \| \| \| \| \| \| \| \| \| \| \| 25. Judith xứ Bretagne \| \| \| \| \| \| \| \| \| \| \| \| \| \| \| \| \| \| \| \| \| \| \| \| \| \| \| \| \| \| \| \| \| \| \| \| \| \| \| \| \| \| \| \| \| \| \| \| \| \| \| \| \| \| 6. William I của Anh \| \| \| \| \| \| \| \| \| \| \| \| \| \| \| \| \| \| \| \| \| \| \| \| \| \| \| \| \| \| \| \| \| \| \| \| \| \| \| \| \| \| \| \| \| \| \| \| \| \| \| \| \| \| 26. Fulbert xứ Falaise \| \| \| \| \| \| \| \| \| \| \| \| \| \| \| \| \| \| \| \| \| \| \| \| \| \| \| \| \| \| \| \| \| \| \| \| \| \| \| \| \| \| \| \| \| \| \| \| \| \| \| \| \| \| 13. Herleva \| \| \| \| \| \| \| \| \| \| \| \| \| \| \| \| \| \| \| \| \| \| \| \| \| \| \| \| \| \| \| \| \| \| \| \| \| \| \| \| \| \| \| \| \| \| \| \| \| \| \| \| \| \| 3. Adela của Anh \| \| \| \| \| \| \| \| \| \| \| \| \| \| \| \| \| \| \| \| \| \| \| \| \| \| \| \| \| \| \| \| \| \| \| \| \| \| \| \| \| \| \| \| \| \| \| \| \| \| \| \| \| \| 28. Baldwin IV, Bá tước Flanders \| \| \| \| \| \| \| \| \| \| \| \| \| \| \| \| \| \| \| \| \| \| \| \| \| \| \| \| \| \| \| \| \| \| \| \| \| \| \| \| \| \| \| \| \| \| \| \| \| \| \| \| \| \| 14. Baldwin V, Bá tước Flanders \| \| \| \| \| \| \| \| \| \| \| \| \| \| \| \| \| \| \| \| \| \| \| \| \| \| \| \| \| \| \| \| \| \| \| \| \| \| \| \| \| \| \| \| \| \| \| \| \| \| \| \| \| \| 29. Ogive xứ Luxembourg \| \| \| \| \| \| \| \| \| \| \| \| \| \| \| \| \| \| \| \| \| \| \| \| \| \| \| \| \| \| \| \| \| \| \| \| \| \| \| \| \| \| \| \| \| \| \| \| \| \| \| \| \| \| 7. Matilda xứ Flanders \| \| \| \| \| \| \| \| \| \| \| \| \| \| \| \| \| \| \| \| \| \| \| \| \| \| \| \| \| \| \| \| \| \| \| \| \| \| \| \| \| \| \| \| \| \| \| \| \| \| \| \| \| \| 30. Robert II của Pháp \| \| \| \| \| \| \| \| \| \| \| \| \| \| \| \| \| \| \| \| \| \| \| \| \| \| \| \| \| \| \| \| \| \| \| \| \| \| \| \| \| \| \| \| \| \| \| \| \| \| \| \| \| \| 15. Adela của Pháp, Bá tước phu nhân xứ Flanders \| \| \| \| \| \| \| \| \| \| \| \| \| \| \| \| \| \| \| \| \| \| \| \| \| \| \| \| \| \| \| \| \| \| \| \| \| \| \| \| \| \| \| \| \| \| \| \| \| \| \| \| \| \| 31. Constance xứ Arles \| \| \| \| \| \| \| \| \| \| \| \| \| \| \| \| \| \| \| \| \| \| \| \| \| \| \| \| \| \| \| \| \| \| \| \| \| \| \| \| \| \| \| \| \| \| \| \| \| \| \| \| |                                                  |  |  |  |  |  |  |  |  |  |  |  |  |  |  |  |
| |                                                  |  |  |  |  |  |  |  |  |  |  |  |  |  |  |  |
| | 16. Odo I, Bá tước Blois                         |  |  |  |  |  |  |  |  |  |  |  |  |  |  |  |
| |                                                  |  |  |  |  |  |  |  |  |  |  |  |  |  |  |  |
| |                                                  |  |  |  |  |  |  |  |  |  |  |  |  |  |  |  |
| | 8. Odo II, Bá tước Blois                         |  |  |  |  |  |  |  |  |  |  |  |  |  |  |  |
| |                                                  |  |  |  |  |  |  |  |  |  |  |  |  |  |  |  |
| |                                                  |  |  |  |  |  |  |  |  |  |  |  |  |  |  |  |
| | 17. Bertha xứ Burgundy                           |  |  |  |  |  |  |  |  |  |  |  |  |  |  |  |
| |                                                  |  |  |  |  |  |  |  |  |  |  |  |  |  |  |  |
| |                                                  |  |  |  |  |  |  |  |  |  |  |  |  |  |  |  |
| | 4. Theobald III, Bá tước Blois                   |  |  |  |  |  |  |  |  |  |  |  |  |  |  |  |
| |                                                  |  |  |  |  |  |  |  |  |  |  |  |  |  |  |  |
| |                                                  |  |  |  |  |  |  |  |  |  |  |  |  |  |  |  |
| | 18. Robert I của Auvergne                        |  |  |  |  |  |  |  |  |  |  |  |  |  |  |  |
| |                                                  |  |  |  |  |  |  |  |  |  |  |  |  |  |  |  |
| |                                                  |  |  |  |  |  |  |  |  |  |  |  |  |  |  |  |
| | 9. Ermengarde xứ Auvergne                        |  |  |  |  |  |  |  |  |  |  |  |  |  |  |  |
| |                                                  |  |  |  |  |  |  |  |  |  |  |  |  |  |  |  |
| |                                                  |  |  |  |  |  |  |  |  |  |  |  |  |  |  |  |
| | 2. Stephen II, Bá tước Blois                     |  |  |  |  |  |  |  |  |  |  |  |  |  |  |  |
| |                                                  |  |  |  |  |  |  |  |  |  |  |  |  |  |  |  |
| |                                                  |  |  |  |  |  |  |  |  |  |  |  |  |  |  |  |
| | 20. Hugh III của Maine                           |  |  |  |  |  |  |  |  |  |  |  |  |  |  |  |
| |                                                  |  |  |  |  |  |  |  |  |  |  |  |  |  |  |  |
| |                                                  |  |  |  |  |  |  |  |  |  |  |  |  |  |  |  |
| | 10. Herbert I, Bá tước xứ Maine                  |  |  |  |  |  |  |  |  |  |  |  |  |  |  |  |
| |                                                  |  |  |  |  |  |  |  |  |  |  |  |  |  |  |  |
| |                                                  |  |  |  |  |  |  |  |  |  |  |  |  |  |  |  |
| | 5. Garsinde du Maine                             |  |  |  |  |  |  |  |  |  |  |  |  |  |  |  |
| |                                                  |  |  |  |  |  |  |  |  |  |  |  |  |  |  |  |
| |                                                  |  |  |  |  |  |  |  |  |  |  |  |  |  |  |  |
| | 1. Stephen của Anh                               |  |  |  |  |  |  |  |  |  |  |  |  |  |  |  |
| |                                                  |  |  |  |  |  |  |  |  |  |  |  |  |  |  |  |
| |                                                  |  |  |  |  |  |  |  |  |  |  |  |  |  |  |  |
| | 24. Richard II, Quận công Normandy               |  |  |  |  |  |  |  |  |  |  |  |  |  |  |  |
| |                                                  |  |  |  |  |  |  |  |  |  |  |  |  |  |  |  |
| |                                                  |  |  |  |  |  |  |  |  |  |  |  |  |  |  |  |
| | 12. Robert the Magnificent                       |  |  |  |  |  |  |  |  |  |  |  |  |  |  |  |
| |                                                  |  |  |  |  |  |  |  |  |  |  |  |  |  |  |  |
| |                                                  |  |  |  |  |  |  |  |  |  |  |  |  |  |  |  |
| | 25. Judith xứ Bretagne                           |  |  |  |  |  |  |  |  |  |  |  |  |  |  |  |
| |                                                  |  |  |  |  |  |  |  |  |  |  |  |  |  |  |  |
| |                                                  |  |  |  |  |  |  |  |  |  |  |  |  |  |  |  |
| | 6. William I của Anh                             |  |  |  |  |  |  |  |  |  |  |  |  |  |  |  |
| |                                                  |  |  |  |  |  |  |  |  |  |  |  |  |  |  |  |
| |                                                  |  |  |  |  |  |  |  |  |  |  |  |  |  |  |  |
| | 26. Fulbert xứ Falaise                           |  |  |  |  |  |  |  |  |  |  |  |  |  |  |  |
| |                                                  |  |  |  |  |  |  |  |  |  |  |  |  |  |  |  |
| |                                                  |  |  |  |  |  |  |  |  |  |  |  |  |  |  |  |
| | 13. Herleva                                      |  |  |  |  |  |  |  |  |  |  |  |  |  |  |  |
| |                                                  |  |  |  |  |  |  |  |  |  |  |  |  |  |  |  |
| |                                                  |  |  |  |  |  |  |  |  |  |  |  |  |  |  |  |
| | 3. Adela của Anh                                 |  |  |  |  |  |  |  |  |  |  |  |  |  |  |  |
| |                                                  |  |  |  |  |  |  |  |  |  |  |  |  |  |  |  |
| |                                                  |  |  |  |  |  |  |  |  |  |  |  |  |  |  |  |
| | 28. Baldwin IV, Bá tước Flanders                 |  |  |  |  |  |  |  |  |  |  |  |  |  |  |  |
| |                                                  |  |  |  |  |  |  |  |  |  |  |  |  |  |  |  |
| |                                                  |  |  |  |  |  |  |  |  |  |  |  |  |  |  |  |
| | 14. Baldwin V, Bá tước Flanders                  |  |  |  |  |  |  |  |  |  |  |  |  |  |  |  |
| |                                                  |  |  |  |  |  |  |  |  |  |  |  |  |  |  |  |
| |                                                  |  |  |  |  |  |  |  |  |  |  |  |  |  |  |  |
| | 29. Ogive xứ Luxembourg                          |  |  |  |  |  |  |  |  |  |  |  |  |  |  |  |
| |                                                  |  |  |  |  |  |  |  |  |  |  |  |  |  |  |  |
| |                                                  |  |  |  |  |  |  |  |  |  |  |  |  |  |  |  |
| | 7. Matilda xứ Flanders                           |  |  |  |  |  |  |  |  |  |  |  |  |  |  |  |
| |                                                  |  |  |  |  |  |  |  |  |  |  |  |  |  |  |  |
| |                                                  |  |  |  |  |  |  |  |  |  |  |  |  |  |  |  |
| | 30. Robert II của Pháp                           |  |  |  |  |  |  |  |  |  |  |  |  |  |  |  |
| |                                                  |  |  |  |  |  |  |  |  |  |  |  |  |  |  |  |
| |                                                  |  |  |  |  |  |  |  |  |  |  |  |  |  |  |  |
| | 15. Adela của Pháp, Bá tước phu nhân xứ Flanders |  |  |  |  |  |  |  |  |  |  |  |  |  |  |  |
| |                                                  |  |  |  |  |  |  |  |  |  |  |  |  |  |  |  |
| |                                                  |  |  |  |  |  |  |  |  |  |  |  |  |  |  |  |
| | 31. Constance xứ Arles                           |  |  |  |  |  |  |  |  |  |  |  |  |  |  |  |
| |                                                  |  |  |  |  |  |  |  |  |  |  |  |  |  |  |  |
| |                                                  |  |  |  |  |  |  |  |  |  |  |  |  |  |  |  |